# Printemps européen

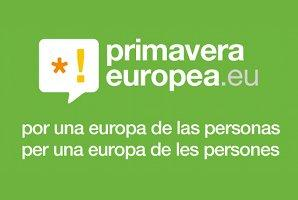
Logo de la coalition Primavera Europea

Le Printemps européen (en espagnol : Primavera Europea) est une coalition électorale espagnole formée à l'occasion des élections européennes de 2014 par des organisations de gauche, écologistes et nationalistes.

## Membres
Les mouvements membres de cette coalition sont notamment Coalition Compromís, EQUO, Union Aragonaisiste, Démocratie participative, Pour un monde plus juste, Parti castillan (es), Socialistes indépendants d'Estrémadure et Coalition Caballas.

## Résultats
Avec 1,91 % des voix, la coalition a obtenu un député européen, Jordi Sebastià, membre de la Coalition Compromís.